# Rallye Katalonien

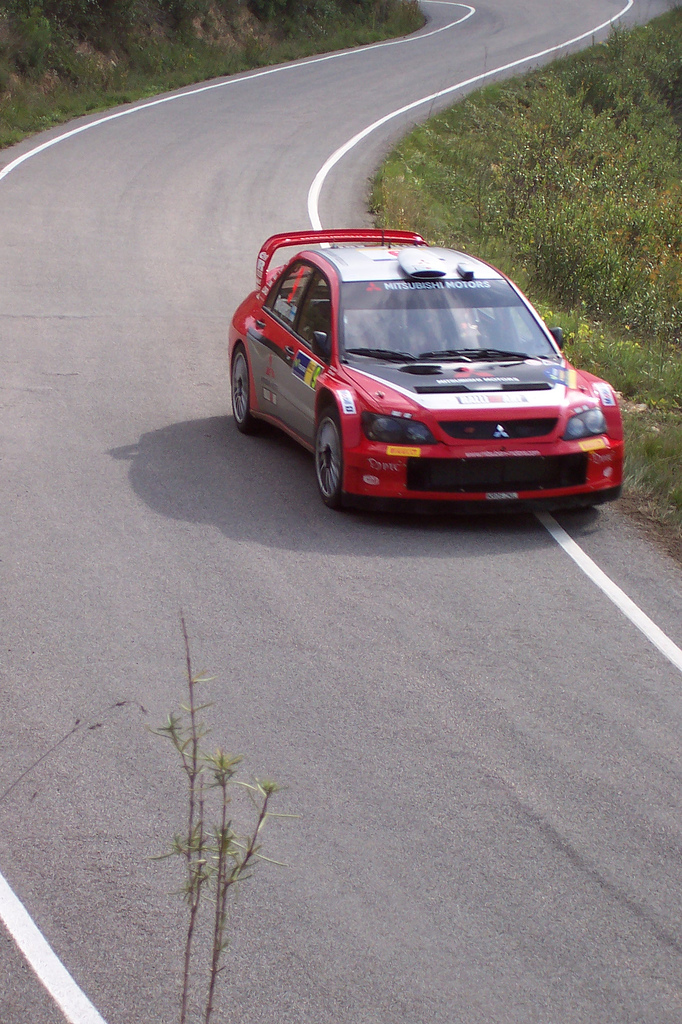
Harri Rovanperä im Mitsubishi Lancer WRC bei der Rallye Katalonien 2005

Die Rallye Katalonien (auf Katalanisch Ral·li de Catalunya), auch als Rallye Spanien bekannt, ist eine Rallye-Veranstaltung, die in Katalonien beheimatet ist. Sie wurde 1957 erstmals ausgetragen und gehört seit 1991 zur Rennserie der FIA Rallye-Weltmeisterschaft. Nachdem die Rallye bis 2004 an der Costa Brava ausgetragen wurde, findet sie seit 2005 an der Costa Daurada statt. Die Rallye führt über breite, flüssige Straßen und ist eine der schnellsten Asphaltrallyes. Veranstalter ist der Reial Automòbil Club de Catalunya (RACC).

## Gesamtsieger
| Jahr | Rallye                | Gesamtsieger       | Gesamtsieger              | Marke und Modell              |
| Jahr | Rallye                | Fahrer             | Beifahrer                 | Marke und Modell              |
| ---- | --------------------- | ------------------ | ------------------------- | ----------------------------- |
| 1957 | 01. Rallye Katalonien | Sebastián Salvadó  | Milano                    | Alfa Romeo 1975               |
| 1958 | 02. Rallye Katalonien | Luciano Eliakin    | Augusto Lluch             | Saab 93                       |
| 1959 | 03. Rallye Katalonien | Àlex Soler-Roig    | Manuel Romagosa           | Porsche                       |
| 1960 | 04. Rallye Katalonien | Max Hohenlohe      | Augusto Lluch             | BMW 700                       |
| 1961 | 05. Rallye Katalonien | Joan Fernández     | Ramon Grifoll             | BMW 700                       |
| 1962 | 06. Rallye Katalonien | Clery              | Cala                      | BMW 700                       |
| 1963 | 07. Rallye Katalonien | Jorge Palau-Ribes  | Jorge Palou               | Fiat-Abarth 850               |
| 1964 | 08. Rallye Katalonien | Jaume Juncosa      | Salvador Cañellas         | Fiat-Abarth 1000              |
| 1973 | 09. Rallye Katalonien | Salvador Cañellas  | Daniel Ferrater           | Seat 1430                     |
| 1974 | 10. Rallye Katalonien | Marc Etchebers     | Marie Christine Etchebers | Porsche Carrera RS 2.7        |
| 1975 | 11. Rallye Katalonien | Antonio Zanini     | Eduardo Martínez Adam     | Seat 1430                     |
| 1976 | 12. Rallye Katalonien | Jorge de Bagration | Manuel Barbeito           | Lancia Stratos HF             |
| 1977 | 13. Rallye Katalonien | Antonio Zanini     | Juan José Petisco         | Seat 124                      |
| 1978 | 14. Rallye Katalonien | Antonio Zanini     | Juan José Petisco         | Fiat 131 Abarth               |
| 1979 | 15. Rallye Katalonien | Beni Fernández     | José Luís Sala            | Fiat 131 Abarth               |
| 1980 | 16. Rallye Katalonien | Antonio Zanini     | Jordi Sabater             | Porsche 911 SC                |
| 1981 | 17. Rallye Katalonien | Eugenio Ortiz      | Guillermo Barreras        | Renault 5 Turbo               |
| 1982 | 18. Rallye Katalonien | Antonio Zanini     | Victor Sabater            | Talbot Sunbeam-Lotus          |
| 1983 | 19. Rallye Katalonien | Adartico Vudafieri | Tiziano Siviero           | Lancia Rally 037              |
| 1984 | 20. Rallye Katalonien | Salvador Servià    | Jordi Sabater             | Lancia Rally 037              |
| 1985 | 21. Rallye Katalonien | Fabrizio Tabaton   | Luciano Tedeschini        | Lancia Rally 037              |
| 1986 | 22. Rallye Katalonien | Fabrizio Tabaton   | Luciano Tedeschini        | Lancia Delta S4               |
| 1987 | 23. Rallye Katalonien | Dario Cerrato      | Giuseppe Cerri            | Lancia Delta HF 4WD           |
| 1988 | 24. Rallye Katalonien | Bruno Saby         | Jean-François Fauchille   | Lancia Delta HF 4WD           |
| 1989 | 25. Rallye Katalonien | Yves Loubet        | Jean-Marc Andrié          | Lancia Delta HF Integrale     |
| 1990 | 26. Rallye Katalonien | Dario Cerrato      | Giuseppe Cerri            | Lancia Delta HF Integrale 16v |
| 1991 | 27. Rallye Katalonien | Armin Schwarz      | Arne Hertz                | Toyota Celica GT-Four         |
| 1992 | 28. Rallye Katalonien | Carlos Sainz       | Luis Moya                 | Toyota Celica Turbo 4WD       |
| 1993 | 29. Rallye Katalonien | François Delecour  | Daniel Grataloup          | Ford Escort RS Cosworth       |
| 1994 | 30. Rallye Katalonien | Enrico Bertone     | Massimo Chiapponi         | Toyota Celica Turbo 4WD       |
| 1995 | 31. Rallye Katalonien | Carlos Sainz       | Luís Moya                 | Subaru Impreza 555            |
| 1996 | 32. Rallye Katalonien | Colin McRae        | Derek Ringer              | Subaru Impreza 555            |
| 1997 | 33. Rallye Katalonien | Tommi Mäkinen      | Seppo Harjanne            | Mitsubishi Lancer Evo 4       |
| 1998 | 34. Rallye Katalonien | Didier Auriol      | Denis Giraudet            | Toyota Corolla WRC            |
| 1999 | 35. Rallye Katalonien | Philippe Bugalski  | Jean-Paul Chiaroni        | Citroën Xsara Kit Car         |
| 2000 | 36. Rallye Katalonien | Colin McRae        | Nicky Grist               | Ford Focus WRC                |
| 2001 | 37. Rallye Katalonien | Didier Auriol      | Denis Giraudet            | Peugeot 206 WRC               |
| 2002 | 38. Rallye Katalonien | Gilles Panizzi     | Hervé Panizzi             | Peugeot 206 WRC               |
| 2003 | 39. Rallye Katalonien | Gilles Panizzi     | Hervé Panizzi             | Peugeot 206 WRC               |
| 2004 | 40. Rallye Katalonien | Markko Märtin      | Michael Park              | Ford Focus RS WRC             |
| 2005 | 41. Rallye Katalonien | Sébastien Loeb     | Daniel Elena              | Citroën Xsara WRC             |
| 2006 | 42. Rallye Katalonien | Sébastien Loeb     | Daniel Elena              | Citroën Xsara WRC             |
| 2007 | 43. Rallye Katalonien | Sébastien Loeb     | Daniel Elena              | Citroën C4 WRC                |
| 2008 | 44. Rallye Katalonien | Sébastien Loeb     | Daniel Elena              | Citroën C4 WRC                |
| 2009 | 45. Rallye Katalonien | Sébastien Loeb     | Daniel Elena              | Citroën C4 WRC                |
| 2010 | 46. Rallye Katalonien | Sébastien Loeb     | Daniel Elena              | Citroën C4 WRC                |
| 2011 | 47. Rallye Katalonien | Sébastien Loeb     | Daniel Elena              | Citroën DS3 WRC               |
| 2012 | 48. Rallye Katalonien | Sébastien Loeb     | Daniel Elena              | Citroën DS3 WRC               |
| 2013 | 49. Rallye Katalonien | Sébastien Ogier    | Julien Ingrassia          | Volkswagen Polo R WRC         |
| 2014 | 50. Rallye Katalonien | Sébastien Ogier    | Julien Ingrassia          | Volkswagen Polo R WRC         |
| 2015 | 51. Rallye Katalonien | Andreas Mikkelsen  | Ola Fløene                | Volkswagen Polo R WRC         |
| 2016 | 52. Rallye Katalonien | Sébastien Ogier    | Julien Ingrassia          | Volkswagen Polo R WRC         |
| 2017 | 53. Rallye Katalonien | Kris Meeke         | Paul Nagle                | Citroën C3 WRC                |
| 2018 | 54. Rallye Katalonien | Sébastien Loeb     | Daniel Elena              | Citroën C3 WRC                |
| 2019 | 55. Rallye Katalonien | Thierry Neuville   | Nicolas Gilsoul           | Hyundai i20 Coupé WRC         |
| 2021 | 56. Rallye Katalonien | Thierry Neuville   | Martijn Wydaeghe          | Hyundai i20 Coupé WRC         |
| 2022 | 57. Rallye Katalonien | Sébastien Ogier    | Benjamin Veillas          | Toyota GR Yaris Rally1        |